# Jaime de Aragão e de Foix
Jaime de Aragão e de Foix (Valência, 1341 — Valência, 30 de maio de 1396) foi um pseudocardeal aragonês,  bispo de Valência.

## Biografia
Membro da família real aragonesa, era filho de Pedro de Aragón y de Anjou e Juana de Foix, portanto, sobrinho do Rei Alfonso IV, el Benigno, primo do rei Pedro IV de Aragão, el Ceremonioso e neto de Jaime II de Aragão.
Foi cônego e reitor do capítulo da Catedral de Barcelona, da Catedral de Girona e Maiorca, além de Capelão e comensal do papa em 1351, segundo carta de seu pai, datada de 26 de janeiro de 1352.
Como conselheiro de Pedro IV de Aragão e, sendo simples clérigo, aos 21 anos de idade, em 10 de janeiro de 1362, foi nomeado bispo de Tortosa pelo Papa Inocêncio VI. No dia seguinte à morte de Vidal de Blanes y Fenoll, quando o Capítulo da Catedral se reuniu, elegeu Fernando Muñoz, sacerdote cônego da Catedral, como Bispo de Valência, indo de encontro à solicitação de Pedro IV para a nomeação de seu primo. Assim, o rei conseguiu, junto ao Papa Urbano V, a anulação da eleição capitular e a nomeação de Jaime como bispo daquela diocese, em 5 de março de 1369.
Durante seu episcopado, Valência experimentou grande prosperidade. Como sinal disso, retábulos artísticos foram colocados nas igrejas, enquanto pintores da Itália e de outras localidades chegavam às terras valencianas.
Promoveu a solenidade do culto, estimulando a frequência dos cônegos e beneficiários à Catedral, com as distribuições diárias. Regulou a procissão de Corpus Christi, ordenando em 1372 que saísse da Igreja Catedral, à qual todas as freguesias da cidade deviam frequentar.
Ao regressar das Cortes de Monzón (Huesca) em 1376, manda construir um campanário - torre sineira para a Igreja Catedral. O projeto de traçado octogonal e de grandes proporções é composto por três corpos, sendo o superior destinado aos sinos. No dia 16 de junho de 1381, começaram os trabalhos, que se chamou "Campanar Nou" e hoje é conhecido como "Micalet".
Em 1376 criou no seu palácio episcopal a cátedra de Direito Canônico, dotada de uma pensão anual de 100 florins aragoneses e da qual podiam comparecer todos os clérigos e leigos que o desejassem; o bispo dispensava a residência aos que tinham benefícios ou paróquias. O primeiro diretor desta cátedra foi Frei Bonifácio Ferrer, irmão de São Vicente Ferrer e discípulo do célebre jurisconsulto perusiano Baldo dos Ubaldi.
Em 1379, foi concluída a construção do Hospital dos Pobres Padres, fundado pelo Bispo Hugo de Fenollet em 1356.
Em 1378, dá-se o Grande Cisma do Ocidente, com dois papas sendo reconhecidos pelas potências da época. Durante o seu episcopado, a diocese de Valência reconheceu a legitimidade de Clemente VII, Papa de Avinhão, graças à intervenção de seu legado Pedro de Luna e de São Vicente Ferrer. Para recompensar a adesão do rei Dom João I à sua obediência, também alcançada graças ao bispo, Jaime de Aragão foi nomeado cardeal com o título de São Clemente em 1387 e posteriormente nomeado cardeal-bispo de Sabina. Ele era conhecido vulgarmente na Cúria Romana por este título, bem como pelo de Cardeal de Aragão.
Ele realizou vários sínodos, mas apenas os atos de 1382 e de 1385 foram preservados. Em 18 de fevereiro de 1395, Bento XIII concedeu-lhe o direito de se retirar para Valência.
Faleceu em 30 de maio de 1396, na cidade de Valência. Foi sepultado do lado direito da capela-mor da Catedral de Valência, atualmente o coro da catedral. Após sua morte, o privilégio do capítulo da catedral de eleger o bispo foi abolido e o papa reservou para si essa faculdade.

## Conclaves
- Conclave de 1394 - não participou da eleição de Pedro Martínez de Luna y Pérez de Gotor como Papa de Avinhão Bento XIII.